# For Scent-imental Reasons
For Scent-imental Reasons es un cortometraje animado de la serie Looney Tunes, estrenado en 1949 y dirigido por Chuck Jones. El cortometraje es protagonizado por Pepe Le Pew, cuya voz fue hecha por Mel Blanc. La cinta ganó un premio Óscar en la categoría de mejor cortometraje animado.

## Trama
El cortometraje comienza mostrando a un hombre que viaja en bicicleta a través de París, mientras canta y saluda a las personas que ve. Al entrar a su tienda de perfumes, sale despavorido gritando hacia la calle. El hombre le pide ayuda a un guardia, quien lo sigue hasta la tienda. Sin embargo, el guardia huye al ver que al interior hay una mofeta (Pepe Le Pew) oliendo los perfumes.
Desesperado, el dueño cree que quedará en la bancarrota, pero en aquel momento ve a una gata negra ronronear junto a él. El hombre la arroja dentro de la tienda para que saque a la mofeta, pero la gata se estrella contra un mueble, derramando un frasco de blanqueador sobre su lomo y cola. Pepé al verla piensa que es una mofeta hembra, pero la gata comienza a huir ante su olor. A pesar de esto, Pepe logra cerrar la puerta de la tienda y abraza a la gata, intentando besarla. La gata logra escapar de sus brazos e intenta sacar con agua la raya blanca que tiene en el lomo, pero sin éxito.
Para evitar a Pepe, la gata se encierra dentro de una vitrina de perfumes. La mofeta trata de convencerla para que salga, pero la gata le dice que no quiere, debido a su olor. Ante esto, Pepe saca un revólver, lo apunta a su cabeza, y camina fuera del campo de visión de la gata. Sin que pueda verlo, Pepe jala el gatillo y se oye el estruendo del arma. La gata, asustada por el ruido, sale para ver cómo está la mofeta, pero se encuentra de frente con él, quien vuelve a abrazarla. La gata escapa nuevamente y sube al segundo piso de la tienda, donde se acerca a una ventana abierta. Pepe intenta acercarse, pero ella sube a la ventana amenazando con lanzarse. La mofeta se acerca rápidamente y la abraza, pero la gata cae al vacío. Tras esto, Pepe también se lanza desde la ventana.
La gata cae a un barril de agua, mientras que Pepe cae a un tarro de pintura azul. Al salir del tarro, Pepe ve a la gata empapada y sin la raya del lomo, por lo que no logra reconocerla. Resfriada y sin poder oler a la mofeta, el corazón de la gata comienza a latir más fuerte cuando ve a Pepe alejarse en busca de su enamorada. La mofeta entra a la tienda y descubre que la gata empapada cerró la puerta. A medida que la gata se acerca lentamente a él, Pepe se pone nervioso y se da cuenta de que ahora él es el perseguido. El cortometraje finaliza con Pepe siendo perseguido por la gata.

## Censura
- Cuando esta caricatura fue emitida en "Bugs Bunny and Tweety Show" (El show de Bugs Bunny y Tweety), la sencuencia entera en la que Pepe intenta convencer a la gata de que salga de la vitrina fue cortada ya que cerca del final del gag, Pepe se pone una pistola en la cabeza y finge haberse suicidado (fuera de escena) luego de que la gata, mediante mímicas, le dice que lo rechaza por su terrible olor.
- Además, ABC e ITC editaron también la escena en la que Pepe intenta evitar que Penélope salte desde una ventana, aunque luego, al hacerlo, se le resbala de las manos. Pepe luego mira hacia la cámara, saluda y dice "Viva l'amour! Moriremos juntos". El "Moriremos juntos" también fue cortado en ABC y ITV.
- En Cartoon Network, además del primer corte de ABC, una línea posterior al supuesto suicidio con el arma es editada antes de que Pepe y Penélope salten de la ventana (la línea en la que Pepe dice que la gata quiere suicidarse para probar su amor por él). Cartoon Network emitió "For Scent-imental Reasons" sin cortes hasta diciembre del 2003, año en que fue transmitida ya habiendo sido editada (y luego en 2003, 2009 y 2010). Sin embargo, en todas las transmisiones posteriores al 7 de diciembre de 2011, fueron reincorporadas ambas referencias al suicidio (tanto la de Pepe con el arma como la de la gata intentando saltar por la ventana).